# Poppée
 (décembre 2023).
Si vous disposez d'ouvrages ou d'articles de référence ou si vous connaissez des sites web de qualité traitant du thème abordé ici, merci de compléter l'article en donnant les références utiles à sa vérifiabilité et en les liant à la section « Notes et références ».
Poppée (Poppæa Sabina), née à Pompéi en 30 et morte à Rome en 65, est une impératrice romaine et la deuxième épouse de l’empereur Néron.
À l'exception de Flavius Josèphe, les historiens de l’Antiquité lui trouvent peu de qualités en dehors de sa beauté et soulignent ses intrigues pour devenir impératrice. On lui attribue notamment la mort d'Agrippine et d'Octavie.
Selon Suétone, elle est tuée à coups de pied par Néron, qui lui accorde par la suite des funérailles nationales.
Quinze siècles plus tard, Claudio Monteverdi l’a représentée sous une lumière plus favorable dans son dernier opéra, L'incoronazione di Poppea, soulignant son amour pour Néron.

## Biographie

### Origines familiales

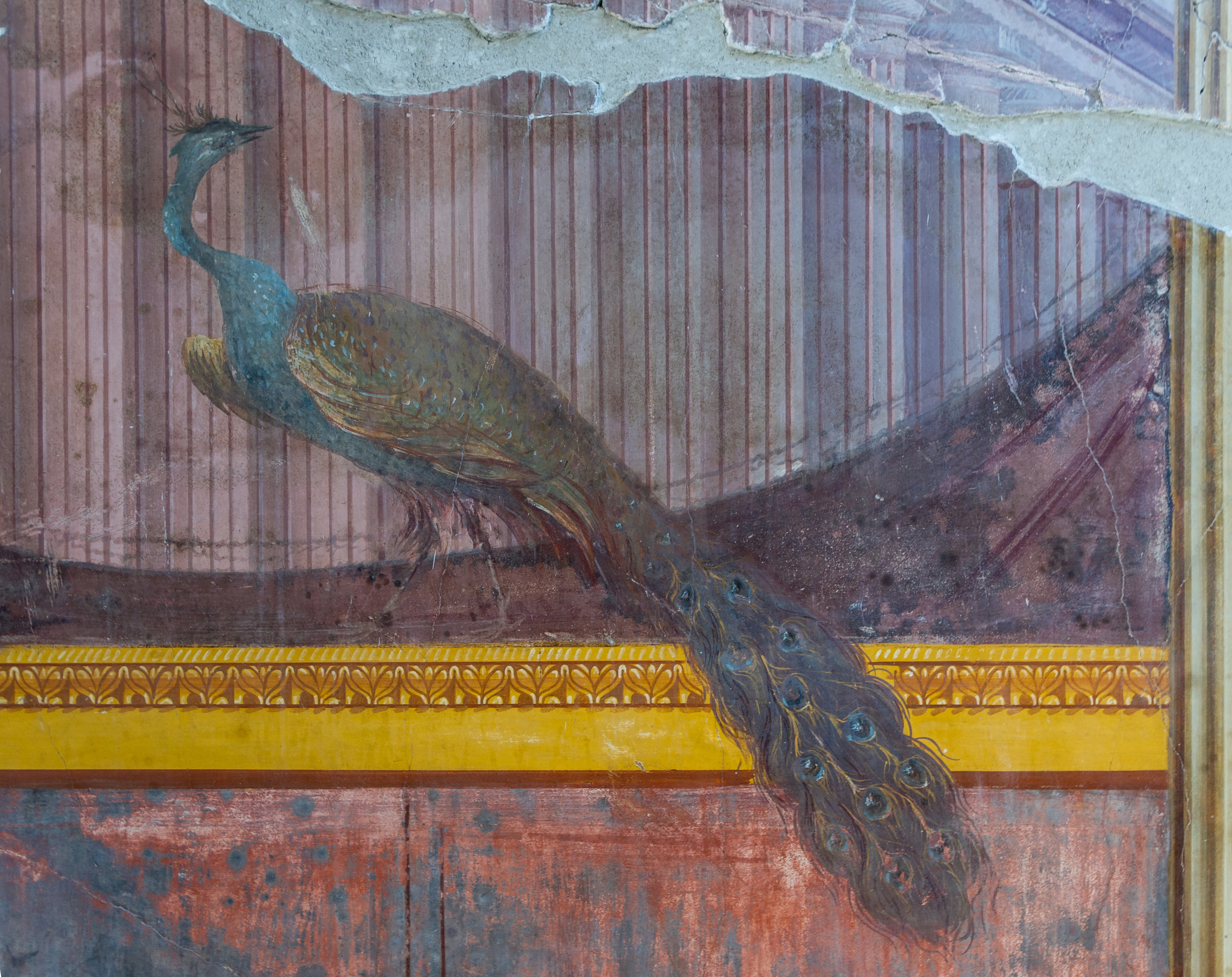
Le paon, attribut de Junon, épouse de Jupiter, surreprésenté sur les murs de la villa de Poppée à Oplontis.

La gens Poppæa est une riche famille pompéienne. La villa trouvée en 1964 sur le site d'Oplontis lors des fouilles archéologiques de Torre Annunziata aurait appartenu à Poppée.
Poppæa Sabina est la fille de Titus Ollius, un questeur du règne de l'empereur Tibère que son amitié avec Séjan ruina avant qu'il n'obtienne une charge publique. Originaire de la province de Picenium (actuelles Marches), il occupe un rôle mineur dans la politique de l'Empire et est peu connu.
Sa mère, également appelée Poppæa Sabina, est en revanche une femme distinguée, dont les sources antiques décrivent la beauté plantureuse et la grande distinction. Tacite la décrit comme une des femmes les plus aimables de son temps. Elle se suicide en 47, victime innocente des intrigues de l'impératrice Messaline.
À la mort de son père en 31, sa mère se remarie avec Publius Cornelius Lentulus Scipio (I), qui servit en qualité de commandant de division en 22, comme consul en 24 puis comme sénateur. Publius Cornelius Lentulus Scipio (II) est probablement né de cette union et donc le demi-frère de Poppée. Il fut consul en 56 puis également sénateur.
Le grand-père maternel de Poppée, Caius Poppeus Sabinus, homme d'humble naissance, fut consul en 9. Il est à l'origine notamment d'une loi à visée nataliste, la Lex Papia Poppæa. Durant le règne de Tibère il est honoré par un triomphe militaire pour avoir mis fin à une révolte en Thrace en 26. De l'an 15 à sa mort, il sert en qualité de proconsul impérial en Grèce et dans d'autres provinces. Cet administrateur compétent jouissait de l'amitié de la famille impériale. Il meurt en 35. Poppée prendra son nom après sa mort.

### Mariage avec Rufrius Crispinus
En 44, Poppæa Sabina épouse Rufrius Crispinus, un membre de l'ordre équestre, chef de la garde prétorienne durant le règne de l'empereur Claude. En 51, Agrippine, alors épouse de Claude et impératrice, le démet de sa charge parce qu'il reste fidèle à la mémoire de Messaline et qu'il soutient ses enfants Octavie et Britannicus. Il est remplacé par Sectus Afranius Burrus et sera par la suite exécuté. Poppée lui a donné un fils du même nom qui, après la mort de sa mère, aurait été noyé par l'empereur Néron lors d'une partie de pêche.

### Mariage avec Othon
Elle épouse en deuxièmes noces Othon, ami de Néron, peut-être uniquement pour se rapprocher de son véritable objectif, l'empereur Néron. Une fois devenue la maîtresse de ce dernier, Poppée divorce d'Othon en 58 et consacre tous ses efforts à devenir impératrice de Rome. Othon est promu gouverneur de Lusitanie. Il deviendra brièvement empereur une dizaine d'années plus tard, après la mort de Néron, à la suite de Galba.

### Mariage avec Néron puis impératrice

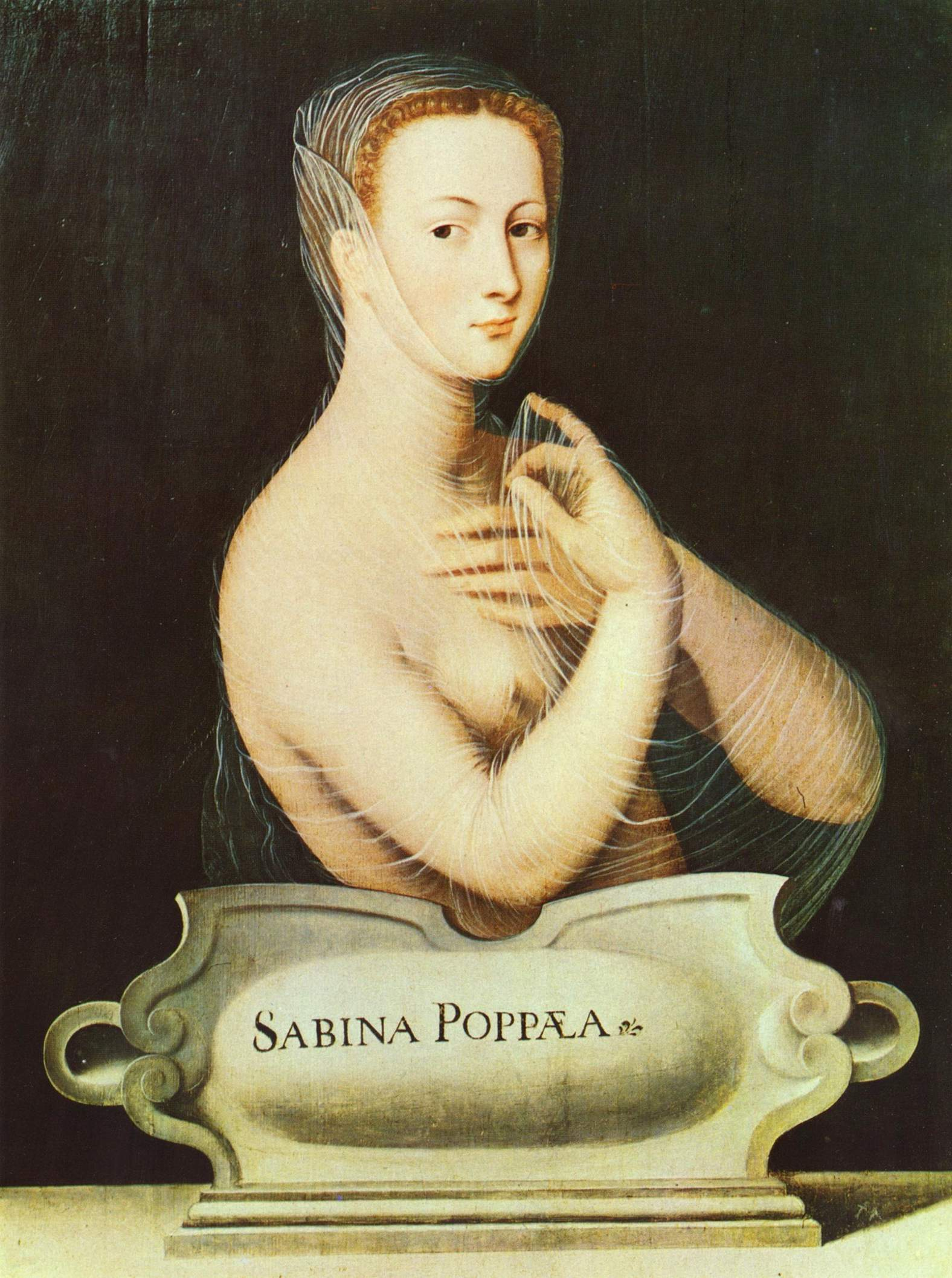
Sabina Poppæa, Maître anonyme de
l'École de Fontainebleau (XVIe siècle), musée d'Art et d'Histoire de Genève.

Selon Tacite, Poppée est ambitieuse et sans scrupule. Agrippine, la mère de Néron, voyant le danger, chercha à persuader son fils de se libérer d'elle. Cette dispute avec Poppée fut l'un des motifs pour lesquels Néron tua finalement sa mère. Agrippine hors-jeu, Poppée employa son influence sur l'empereur pour l'amener à divorcer de sa première femme, Octavie, puis à la faire exécuter. En 62 eut lieu le mariage de l'empereur Néron avec Poppée. Quant à Octavie, d'abord exilée en Campanie, elle est finalement emprisonnée sur l'île de Pandateria sur l'accusation d'adultère. Cette île est le lieu de bannissement pour les membres de la famille impériale tombés en disgrâce. 
L'historien Flavius Josèphe en revanche, présente une Poppée comme profondément religieuse (peut-être jusqu'au prosélytisme) et qui aurait poussé Néron à montrer de la compassion à l'égard du peuple juif.
A l'opposé, certaines sources ecclésiastiques suggèrent que ce serait Poppée et non Néron qui aurait instigué les persécutions contre les chrétiens, dans le but de masquer ses méfaits.
En 63, elle donne naissance à une fille, Claudia Augusta, accueillie avec une joie exubérante par Néron mais qui meurt à 4 mois. 
Selon Suétone, à l'été 65, Poppée est à nouveau enceinte, quand elle reçoit de Néron fou de rage un coup de pied mortel dans le ventre parce qu'elle lui a reproché ouvertement de passer trop de temps aux jeux. Nombre d'historiens modernes estiment toutefois qu'elle est morte des suites de complications de sa grossesse. 
Et, de fait, Néron est particulièrement affligé par sa mort. Le corps de Poppée n'est pas brûlé, il est embaumé avec des épices et placé dans le mausolée d'Auguste. Néron donne à sa seconde épouse des funérailles nationales. Il fait lui-même son panégyrique et lui donne les honneurs divins, provoquant le dégoût de ceux qui la détestaient et se souvenaient de sa cruauté et de son immoralité.
Selon Dion Cassius, Poppée tenait à la perfection de son corps au point de souhaiter mourir avant l'irrémédiable. Elle faisait traire chaque jour cinq cents ânesses allaitantes pour se baigner dans leur lait.

## Représentations de Poppée

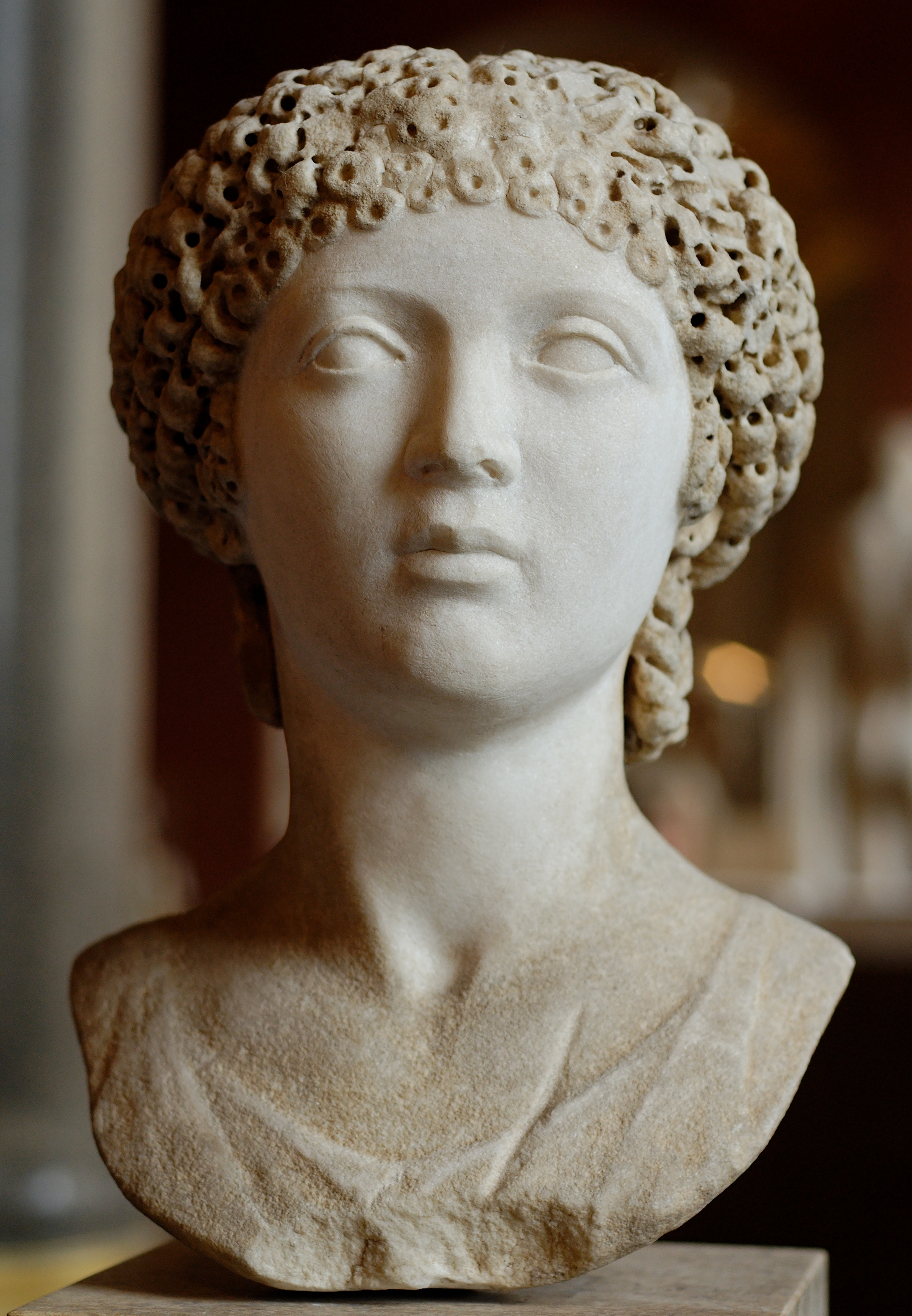
Pseudo-Poppée du Louvre (Rome v. 55-60).

En dehors des écrits des auteurs de l'antiquité, peu de traces de la fameuse beauté de Poppée sont arrivées jusqu'à nous.
Nous possédons un tétradrachme représentant son buste drapé associé à une tête radiée de Néron.
Un buste de marbre est exposé au Palazzo Massimo alle Terme de Rome.
Le musée du Louvre à Paris présente le buste de marbre d'une Pseudo-Poppée, une œuvre romaine datée autour de 55-60 ap. J.-C., portrait d'une jeune femme, peut-être une princesse orientale élevée à Rome, identifiée un temps, du fait de sa beauté, comme l'impératrice.
Un maître anonyme de l'École de Fontainebleau de la seconde moitié du XVIe siècle l'a représentée sur un tableau exposé au musée d'art et d'histoire de Genève.
L'incoronazione di Poppea, dernier opéra composé en 1642 par Claudio Monteverdi, sur un livret de Giovanni Francesco Busenello, retrace sa vie sous un jour plus favorable, soulignant son amour pour Néron. Poppée est également un des personnages-clés de l'opéra Agrippina de Georg Friedrich Hændel, d'après un livret de Vincenzo Grimani, représenté à Venise pendant la saison 1709-1710 du Carnaval. Elle y sert les manigances d'Agrippine qui veut faire de son fils Néron le successeur de Claude.
En 1956, elle est interprétée par Brigitte Bardot dans le film Les Week-ends de Néron.
En 1960, elle est interprétée par Olga Schoberová dans le film Les Nuits érotiques de Poppée.
En mai 2006, le metteur en scène zurichois Christoph Marthaler crée au Kunsten FESTIVAL des Arts à Bruxelles, Winch Only, une pièce tirée de l'opéra de Monteverdi, sur des textes de l'écrivain flamand Hugo Claus. Paraphrasant Magritte : Ceci n'est pas une … Poppea, Marthaler retient de l'opéra de Monteverdi le crime, la faim de pouvoir et la soif de destruction, infamies qui deviennent secrets de famille dans sa mise en scène.
Jean d'Ormesson écrit une Histoire du Juif errant (1990) où le héros rencontre Poppée lors de son arrivée à Rome et tombe amoureux d'elle.